# Maniok jedlý
Maniok jedlý (Manihot esculenta), známý též pod jmény cassava (česky kasava (ž.) nebo kasave (ž. neskl.)) či yuca (nezaměňovat s jukou), anebo tapioka v Asii[zdroj?], je kulturní tropická rostlina patřící do čeledi pryšcovité (Euphorbiaceae).
Pochází z tropické Ameriky a je zahrnován mezi klíčové okopaniny. Pěstoval se již 4000 let př. n. l. Vyznačuje se velmi atraktivním látkovým složením, jak pro výživu člověka, tak i hospodářských zvířat, a to hlavně nejen díky přítomnosti škrobu, ale i množství bílkovin. Někdy se manioku podobně jako jamům a batátům přezdívá sladké brambory.

## Popis
Maniok je bylina nebo keř dorůstající výšky 1 až 5 metrů.
Kořenový systém tvoří pět až deset vějířovitě rozložených kořenových hlíz, které vznikly ztloustnutím adventivních kořenů. Tyto hlízy (20–100 cm dlouhé) dorůstají válcovitého nebo vřetenovitého tvaru. Mohou vážit až 2 kg.
Jejich povrch je růžový až tmavě hnědý.
Stonek o obvodu 2–7 cm je tvořen ztloustlými články.
Listy manioku jsou dlouze řapíkaté a jejich čepele jsou hluboce dlanitě laločnaté. Počet laloků se pohybuje od tří do devíti. Zbarvení listů je velmi variabilní od žlutozelené až po červenou barvu.
Barevnou variabilitou disponují kromě listů i květy, které bývají světle žluté nebo červené, bezkorunné, se zvonkovitým kalichem. Květenství, která vyrůstají v paždí listů, dosahují u samčích a samičích květů délky 10 cm.
Plodem je asi 1,5 cm dlouhá tobolka s úzkými podélnými křídly. Ve zralosti tobolka praská a vymršťuje tak semena.

## Použití

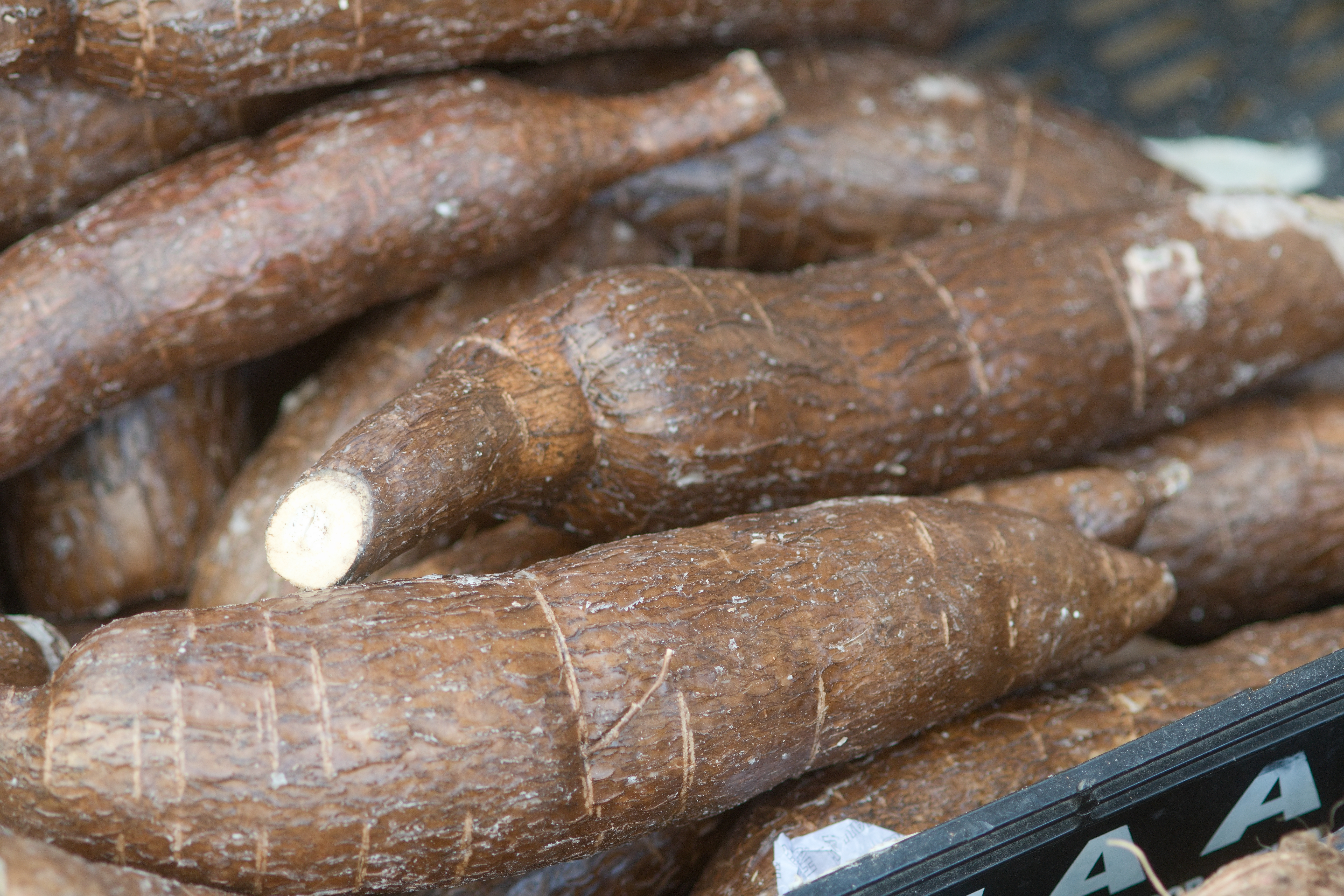
Maniok jedlý

Obsahuje glykosid linamarin, který je při narušení buněk pletiva hydrolyzován enzymem linamarázou na kyanovodík. K tomuto jevu dochází nejen při vaření a krájení, ale i sušení, pečení nebo kvašení hlíz.
Podle obsahu linamarinu se rozlišují odrůdy hořké a sladké. Obě jsou jedlé a představují základní potravinovou složku pro více než 500 milionů lidí. Představují tak velmi cennou potravinu, zejména v Africe.
Je to hlavně škrob, který se z hlíz získává a který se používá nejen v potravinářském a kosmetickém průmyslu, ale i při výrobě lepidel.
Rovněž se využívá jako krmivo – zkrmuje se v podobě maniokové moučky hlavně prasatům, skotu, ovcím a kozám. Dále se z něj vyrábí škrobová šlichta používaná při šlichtování. Z kasavy se též připravuje i pivo a jiné alkoholické nápoje.

## Oblasti pěstování
Maniok jedlý se pěstuje zejména v tropických oblastech. V současné době v tropech takřka všech světadílů. Minimum srážek v kombinaci s písčitými nebo písčitohlinitými půdami představuje pro maniok ideální růstové podmínky.
Nevýhodou těchto klimatických podmínek je problematické skladování. Hlízy manioku jedlého se totiž vyznačují vysokým obsahem vody, která v kombinaci s vysokou teplotou vzduchu urychluje proces kvašení a následného hnití.
- Afrika – Kapverdy, Gambie, Sierra Leone, Guinea, Ghana, Burundi, Keňa, Madagaskar, Libérie
- Latinská Amerika – Brazílie, Bolívie, Guyana, Dominikánská republika, Dominika
- Jihovýchodní Asie – Laos, Filipíny, Indonésie, Malajsie, Východní Timor
- Oceánie – Papua Nová Guinea, Palau, Tonga, Federativní státy Mikronésie